# Ашкинезер, Мириам Абрамовна
Мириам Абрамовна Ашкинезер (1 сентября 1917, Москва — 21 июня 2008, Одинцово, Московская область) — советский работник радио и телевидения.

## Биография
Родилась 1 сентября 1917 года в Москве.
В редакцию радиовещания для детей пришла в 1945 году на должность редактора. Проявив себя инициативным и трудолюбивым работником, была назначена на должность заведующей отделом литературных передач.
В вышедшей онлайн-книге «Новые приключения в Стране Литературных Героев» Станислава Рассадина почти все включённые в эту книгу радиопьесы прошли через руки редактора Мириам Ашкинезер.
В 1986 году ушла на пенсию.

## Награды
- Награждена медалью «За доблестный труд в годы Великой Отечественной войны», знаком «Отличник телевидения и радио».

## Творчество
Среди множества работ Мириам Ашкинезер участвовала, как редактор, в создании радиопередач:
- «Судьба Илюши Барабанова» (1968),
- «Девочка на шаре» (1969),
- «М. Н. Ермолова — первая российская народная артистка» (1969),
- «Великое противостояние» (1970),
- «Личный ординарец» (1970),
- «Храни тревогу» (1973),
- «Полтава» (1975),
- «Весенние перевёртыши» (1976),
- «Железный перстень» (1978),
- «Эликсир Купрума Эса» (1979),
- «Бегущая по волнам» (1980),
- «Белый пудель» (1981),
- «Дети капитана Гранта» (1982),
- «Золотой жук» (1982),
- «История одного музыканта» (1983),
- «Обратный адрес» (1983),
- «Сын Аксиньи Ивановны» (1983),
- «Лунный камень» (1984),
- «Эй, ты, здравствуй!» (?).